# Segunda División de Guatemala
La Segunda División de Ascenso o Segunda División de Guatemala es una institución de carácter deportivo profesional fundada en el año 1992 y afiliada a la Federación nacional de Fútbol de Guatemala, la  cual se organiza por la necesidad de masificar el deporte del Fútbol Profesional  en Guatemala llevándolo a tener clubes que lo representen en todos los departamentos del país, contando a la fecha con 40 equipos afiliados en las diferentes zonas geográficas de nuestro territorio.
Constituyen una de las  fuerzas deportivas más grandes y mejor organizadas en lo que se refiere al fútbol profesional de Guatemala, constituyendo una organización deportiva profesional de la cual han surgido varios talentos deportivos del Fútbol Guatemalteco.

## Sistema de competición
La temporada, al igual que sus dos divisiones superiores, consta de dos torneos: el Torneo Apertura y el Torneo Clausura, jugándose el primero durante el primer semestre de la temporada (segundo semestre del año), mientras el segundo se juega, en el segundo semestre (primer semestre del año siguiente).
De igual manera, el cada uno de los dos torneos jugados a lo largo de la temporada se dividen a su vez en dos fases:

### Fase de clasificación
Los 40 equipos participantes en esta división se dividen en 5 grupos de 8 equipos cada uno de acuerdo con sus cercanías geográficas.
| Grupo A - Norte                                              | Grupo B - Oriente                            | Grupo C - Metropolitana                  | Grupo D - Suroccidente                                   | Grupo E - Occidente                                    |
| ------------------------------------------------------------ | -------------------------------------------- | ---------------------------------------- | -------------------------------------------------------- | ------------------------------------------------------ |
| - Petén - Alta Verapaz - Baja Verapaz - Izabal - El Progreso | - Zacapa - Chiquimula - Santa Rosa - Jutiapa | - Guatemala - Chiquimulilla (Santa Rosa) | - Escuintla - Quetzaltenango - Retalhuleu - Sacatepéquez | - Quetzaltenango - San Marcos - Huehuetenango - Sololá |

### Equipos por departamentos
Los 40 equipos participantes en esta división están divididos entre 17 departamentos donde la mayor cantidad de equipos los aporta el departamento de Guatemala con siete y siete departamentos con solo un equipo en la division.
| Alta Verapaz | Alta Verapaz | Baja Verapaz   | Baja Verapaz   | Chiquimula | Chiquimula | El Progreso  | El Progreso  | Escuintla  | Escuintla  | Guatemala  | Guatemala  | Huehuetenango | Huehuetenango | Izabal | Izabal | Jutiapa | Jutiapa |
| Equipo       | Ciudad       | Equipo         | Ciudad         | Equipo     | Ciudad     | Equipo       | Ciudad       | Equipo     | Ciudad     | Equipo     | Ciudad     | Equipo        | Ciudad        | Equipo | Ciudad | Equipo  | Ciudad  |
| ------------ | ------------ | -------------- | -------------- | ---------- | ---------- | ------------ | ------------ | ---------- | ---------- | ---------- | ---------- | ------------- | ------------- | ------ | ------ | ------- | ------- |
|              |              |                |                |            |            |              |              |            |            |            |            |               |               |        |        |         |         |
| Petén        | Petén        | Quetzaltenango | Quetzaltenango | Retalhuleu | Retalhuleu | Sacatepéquez | Sacatepéquez | San Marcos | San Marcos | Santa Rosa | Santa Rosa | Sololá        | Sololá        | Zacapa | Zacapa |         |         |
| Equipo       | Ciudad       | Equipo         | Ciudad         | Equipo     | Ciudad     | Equipo       | Ciudad       | Equipo     | Ciudad     | Equipo     | Ciudad     | Equipo        | Ciudad        | Equipo | Ciudad |         |         |
|              |              |                |                |            |            |              |              |            |            |            |            |               |               |        |        |         |         |

### Clasificación a la eliminatoria
En cada grupo, los 8 equipos se enfrentan entre sí durante un total de 14 fechas a visita recíproca, posicionándose finalmente según los criterios de desempate del fútbol internacional: puntos, enfrentamiento directo, diferencia de goles, goles anotados, goles anotados en condición de visitante, juego limpio y finalmente sorteo de la federación encargada.
Luego de terminadas las 14 fechas totales, los 40 equipos (sin importar en qué grupo estén) se organizan en una tabla general, en la que los mejores 16 equipos clasifican a los octavos de final; usualmente los tres primeros y el mejor cuarto lugar del campeonato. Esta tabla también determina (en el Torneo Clausura, tras 28 fechas), a los 4 equipos que descienden a la Tercera División de ascenso.

### Fase final
Los 16 equipos clasificados por la tabla acumulada se enfrentan entre sí, de la siguiente manera:
1° vs 16°
2° vs 15°
3° vs 14°
4° vs 13°
5° vs 12°
6° vs 11°
7° vs 10°
8° vs 9°
De la misma manera, durante las series de cuartos de final y semifinales, los mejores equipos según la tabla general enfrentarán a los peor clasificados.
La serie de semifinales se juega en un terreno neutral equidistante geográficamente a la ubicación de los equipos, puesto que dichos partidos definen a los clasificados al playoff por el ascenso. En las otras series, el equipo mejor clasificado en la tabla juega el partido de vuelta en su propia cancha.

### Series de ascenso
Al final de cada temporada, luego de haberse jugado dos torneos, pueden darse varios casos:
Caso 1 - Cuatro equipos involucrados: El campeón del Apertura enfrenta al subcampeón del Clausura y el campeón del Clausura enfrenta al subcampeón del Apertura. Los ganadores de estas series ascienden a la Primera División, mientras los dos perdedores juegan un último partido por el tercer ascenso.
Caso 2 - Tres equipos involucrados: Si un solo equipo repite su aparición en una final, únicamente tres equipos estarían involucrados en las series de ascenso. Al ser tres equipos, los tres ascenderían de manera automática.
Caso 3 - Dos equipos involucrados: En caso de que los finalistas repitan la final, ambos ascenderán. El resto de equipos semifinalistas jugarán, de acuerdo a la tabla acumulada de clasificación, otras series para definir el tercer ascenso.

## Equipos 2020-26
| Grupo A                | Grupo A                                | Grupo B            | Grupo B                            | Grupo C               | Grupo C                    |
| Equipo                 | Ciudad                                 | Equipo             | Ciudad                             | Equipo                | Ciudad                     |
| ---------------------- | -------------------------------------- | ------------------ | ---------------------------------- | --------------------- | -------------------------- |
| Jícaro                 | El Jícaro, El Progreso                 | Agua Blanca        | Agua Blanca, Jutiapa               | Amatitlán             | Amatitlán, Guatemala       |
| La Libertad            | La Libertad, Petén                     | Atlas Esquipulas   | Esquipulas, Chiquimula             | Chiquimulilla         | Chiquimulilla, Santa Rosa  |
| Manatí                 | El Estor, Izabal                       | Barberena          | Barberena, Santa Rosa              | Fraijanes             | Fraijanes, Guatemala       |
| Potros del Tecnológico | Cobán, Alta Verapaz                    | Ipala              | Ipala, Chiquimula                  | Juventud Amatitlaneca | Amatitlán, Guatemala       |
| Rabinal FC             | Rabinal, Baja Verapaz                  | Jocotán            | Jocotán, Chiquimula                | Juventud Pinulteca    | San José Pinula, Guatemala |
| San Benito             | San Benito, Petén                      | San Jorge          | San Jorge, Zacapa                  | Municipal B           | Ciudad de Guatemala        |
| Santa Cruz AV          | Santa Cruz Verapaz, Alta Verapaz       | Teculután          | Teculután, Zacapa                  | CSD Tellioz           | Ciudad de Guatemala        |
| Sayaxché               | Sayaxché, Petén                        | Deportivo Zacapa   | Zacapa, Zacapa                     | Universidad SC        | Ciudad de Guatemala        |
| Grupo D                | Grupo D                                | Grupo E            | Grupo E                            |                       |                            |
| Equipo                 | Ciudad                                 | Equipo             | Ciudad                             |                       |                            |
| Champerico             | Champerico, Retalhuleu                 | América de Salcajá | Salcajá, Quetzaltenango            |                       |                            |
| Colomba                | Colomba Costa Cuca, Quetzaltenango     | Ayutla             | Ayutla Tecún Umán, San Marcos      |                       |                            |
| CSD Escuintla          | Escuintla, Escuintla                   | Barillas F.C.      | Santa Cruz Barillas, Huehuetenango |                       |                            |
| Gomera Comercio        | La Gomera, Escuintla                   | I.B Coatepecano    | Coatepeque, Quetzaltenango         |                       |                            |
| Juventud Genovense     | Génova, Quetzaltenango                 | Panajachel         | Panajachel, Sololá                 |                       |                            |
| Milpas Altas           | Santa Lucía Milpas Altas, Sacatepéquez | Plataneros         | La Blanca, San Marcos              |                       |                            |
| Puerto San José        | Puerto San José, Escuintla             | San Pedro          | San Pedro La Laguna, Sololá        |                       |                            |
| Tiquisate              | Tiquisate, Escuintla                   | Tacaná             | Tacaná, San Marcos                 |                       |                            |

## Historial
| Torneos Cortos |                              |                       |                                                                   |                                                                                    |
| Temporada      | Campeón                      | Subcampeón            | Ascendidos a Primera División                                     | Descendidos a Tercera División                                                     |
| Apertura 2009  |                              |                       | - La Gomera - Puerto San José - María Linda                       |                                                                                    |
| Clausura 2010  |                              |                       | - La Gomera - Puerto San José - María Linda                       |                                                                                    |
| Apertura 2010  | Antigua GFC                  | Sayaxché              | - Amatitlán - Antigua GFC - Sayaxché                              |                                                                                    |
| Clausura 2011  | Antigua GFC                  | Sayaxché              | - Amatitlán - Antigua GFC - Sayaxché                              |                                                                                    |
| Apertura 2011  | Siquinalá                    | Santo Tomás FC        | - Ayutla - Quiriguá - San Francisco                               |                                                                                    |
| Clausura 2012  | Ayutla                       | Santo Tomás FC        | - Ayutla - Quiriguá - San Francisco                               |                                                                                    |
| Apertura 2012  | Chiantla                     | Huehueteco            | - Chiantla - Huehueteco - Barillas FC                             |                                                                                    |
| Clausura 2013  | Sanarate FC                  | Barillas FC           | - Chiantla - Huehueteco - Barillas FC                             |                                                                                    |
| Apertura 2013  | Quiriguá                     |                       | - Comunicaciones B - Jocotán - Quiriguá                           |                                                                                    |
| Clausura 2014  | Quiriguá                     | América Salcajá       | - Comunicaciones B - Jocotán - Quiriguá                           |                                                                                    |
| Apertura 2014  | Deportivo Reu                | Barcena FC            | - Bárcena FC - Sanarate FC - FC Santa Lucia                       |                                                                                    |
| Clausura 2015  | FC Santa Lucía Cotzumalguapa | Sanarate FC           | - Bárcena FC - Sanarate FC - FC Santa Lucia                       |                                                                                    |
| Apertura 2015  | San Pedro FC                 | Deportivo Reu         | - Deportivo Reu - Siquinalá - San Pedro FC                        |                                                                                    |
| Clausura 2016  | Chimaltenango FC             | Siquinalá             | - Deportivo Reu - Siquinalá - San Pedro FC                        |                                                                                    |
| Apertura 2016  | Sololá                       | Ayutla                | - Sansare - Chimaltenango - Sololá                                |                                                                                    |
| Clausura 2017  | Chimaltenango FC             | Sansare               | - Sansare - Chimaltenango - Sololá                                |                                                                                    |
| Apertura 2017  | San Pedro FC                 | Quiché FC             | - San Pedro - Achuapa - Quiché FC                                 |                                                                                    |
| Clausura 2018  | Achuapa                      | Panajachel FC         | - San Pedro - Achuapa - Quiché FC                                 |                                                                                    |
| Apertura 2018  | Deportivo Catocha            | Xinabajul-Huehue      | - Capitalinos FC - Xinabajul-Huehue - Deportivo Catocha           |                                                                                    |
| Clausura 2019  | CSD Ipala 1893               | Capitalinos FC        | - Capitalinos FC - Xinabajul-Huehue - Deportivo Catocha           |                                                                                    |
| Apertura 2019  | Plataneros La Blanca         | CSD Tellioz           | - CSD Tellioz - Plataneros La Blanca - Puerto San José - Sayaxché | - Potros del Tecnológico - CSD Demopilarense - Juventud Genovense - Universidad SC |
| Clausura 2020  | Torneo Cancelado             | Torneo Cancelado      | - CSD Tellioz - Plataneros La Blanca - Puerto San José - Sayaxché | - Potros del Tecnológico - CSD Demopilarense - Juventud Genovense - Universidad SC |
| Apertura 2020  | No Hubo Torneo               | No Hubo Torneo        | - Juventud Pinulteca - Amatitlán - Agua Blanca                    | - Villa Nueva - Rabinal - Teculután - Jocotán                                      |
| Clausura 2021  | Juventud Pinulteca           | Amatitlán             | - Juventud Pinulteca - Amatitlán - Agua Blanca                    | - Villa Nueva - Rabinal - Teculután - Jocotán                                      |
| Apertura 2021  | San Juan FC                  | CD San Jorge          | - San Benito FC - Barberena FC - San Juan FC                      | - Buenos Aires FC - América Salcajá - Champerico - Tiquisate                       |
| Clausura 2022  | Barberena FC                 | San Benito FC         | - San Benito FC - Barberena FC - San Juan FC                      | - Buenos Aires FC - América Salcajá - Champerico - Tiquisate                       |
| Apertura 2022  | Democracia FC                | Cuilapa FC            | - Democracia FC - Cuilapa FC - Juventud Copalera - Fraijanes      | - Juventud Retaltecos - Atlas Esquipulas - Futeca FC - Bárcena VN                  |
| Clausura 2023  | Fraijanes                    | Juventud Copalera     | - Democracia FC - Cuilapa FC - Juventud Copalera - Fraijanes      | - Juventud Retaltecos - Atlas Esquipulas - Futeca FC - Bárcena VN                  |
| Apertura 2023  | AFF Guatemala                | Pajapita FC           | - AFF Guatemala - Fc La Libertad - Pajapita FC - FC Gualán        |                                                                                    |
| Clausura 2024  | FC Gualán                    | FC La Libertad        | - AFF Guatemala - Fc La Libertad - Pajapita FC - FC Gualán        |                                                                                    |
| Apertura 2024  | Aguacatan FC                 | Nueva Santa Rosa CDF  | - Aguacatan FC - CSD Ipala                                        | - Deportivo La Unión - Creación FC - Real Siquinalá - CSD Sanjuaneros              |
| Clausura 2025  | Aguacatan FC                 | CSD Ipala             | - Aguacatan FC - CSD Ipala                                        | - Deportivo La Unión - Creación FC - Real Siquinalá - CSD Sanjuaneros              |
| Apertura 2025  | Torneo por disputarse        | Torneo por disputarse |                                                                   |                                                                                    |
| Clausura 2026  | Torneo por disputarse        | Torneo por disputarse |                                                                   |                                                                                    |